# Raymond Alphonse Lucker
Raymond Alphonse Lucker (Saint Paul, 24 febbraio 1927 – Saint Paul, 19 settembre 2001) è stato un vescovo cattolico statunitense.

## Biografia
Monsignor Raymond Alphonse Lucker nacque a Saint Paul, Minnesota, il 24 febbraio 1927 ed era il terzo dei sei figli di Alphonse J. Lucker e Josephine Theresa (nata Schiltgen). Suo padre, un ferroviere, morì nel 1940 all'età di 42 anni, il giorno prima che Raymond iniziasse l'ottavo anno di scuola. Sua madre, figlia di un contadino, nel 1948 si risposò con Joseph Stephen Mayer. Il giovane Raymond trascorse molte estati a lavorare nella fattoria dei suoi nonni, a est delle Città Gemelle di Saint Paul e Minneapolis.

### Formazione e ministero sacerdotale
Ricevette la sua prima educazione nella scuola parrocchiale della chiesa del Sacro Cuore e nel 1941 entrò nel seminario propedeutico di Nazareth Hall. Studiò poi al seminario "San Paolo" dove nel 1948 conseguì un Bachelor of Arts in filosofia e nel 1952 una laurea in storia della Chiesa. Conseguì il master con una tesi dal titolo "Aspetti della vita di Thomas Langdon Grace, secondo vescovo di St. Paul".
Il 7 giugno 1952 fu ordinato presbitero per l'arcidiocesi di Saint Paul nella cattedrale arcidiocesana da monsignor James Joseph Byrne. Il suo primo incarico fu di assistente direttore dell'ufficio della Confraternita della dottrina cristiana. Ricoprì l'incarico fino al 1958 quando venne nominato direttore dell'ufficio e professore di catechetica al seminario "San Paolo". Prestò servizio in entrambe le posizioni fino al 1969.
Nel 1964 venne inviato a perfezionare gli studi alla Pontificia università "San Tommaso d'Aquino" a Roma. Nel 1966 conseguì il dottorato in sacra teologia con una tesi dal titolo "Gli scopi dell'educazione religiosa nella Chiesa antica e nel Movimento catechistico americano". Durante gli studi seguì i lavori del Concilio Vaticano II. Dopo il suo ritorno in Minnesota prestò servizio come sovrintendente all'educazione per l'arcidiocesi di Saint Paul e Minneapolis dal 1966 al 1969. Nel 1969 conseguì il dottorato di ricerca in educazione all'Università del Minnesota con una tesi dal titolo "Alcune premesse sul released time". Per released time si intende il tempo riservato durante l'orario scolastico, in genere un'ora al giorno o una settimana, per gli studenti che ricevono un'educazione religiosa privata fuori dal campus. Dal 1969 al 1971 lavorò a Washington come direttore del Dipartimento dell'educazione della neonata Conferenza dei vescovi cattolici degli Stati Uniti. Durante il suo mandato come direttore papa Paolo VI lo nominò prelato d'onore di Sua Santità.

### Ministero episcopale
Il 12 luglio 1971 papa Paolo VI lo nominò vescovo ausiliare di Saint Paul e Minneapolis e titolare di Meta. Ricevette l'ordinazione episcopale l'8 settembre successivo dall'arcivescovo Luigi Raimondi, delegato apostolico negli Stati Uniti d'America, coconsacranti l'arcivescovo metropolita di Saint Paul e Minneapolis Leo Binz e l'arcivescovo coadiutore della stessa arcidiocesi Leo Christopher Byrne. Oltre ai suoi doveri episcopali prestò servizio come parroco della parrocchia di Sant'Austin a Minneapolis dal 1971 al 1974 e parroco della parrocchia dell'Assunzione a Saint Paul dal 1974 al 1976. Mentre prestava servizio nella chiesa dell'Assunzione fu anche direttore dell'ufficio liturgico dell'arcidiocesi.
Il 23 dicembre 1975 papa Paolo VI lo nominò vescovo di New Ulm. Prese possesso della diocesi il 19 febbraio successivo con una messa nella cattedrale della Santissima Trinità a New Ulm.
Durante il suo venticinquennale episcopato, monsignor Lucker si guadagnò la reputazione di uno dei vescovi cattolici più progressisti del paese. Fu un pioniere nel movimento nazionale per la riforma dell'educazione cattolica, aiutando lo sviluppo nazionale della Confraternita della dottrina cristiana e della Conferenza nazionale dei direttori diocesani. Nel 1989 si impegnò in un disaccordo pubblico con i cardinali Joseph Ratzinger e John Joseph O'Connor sullo stato della catechesi negli Stati Uniti. Durante un incontro avvenuto a Roma, Ratzinger avrebbe affermato: "Gli sviluppi della catechesi nel periodo post-conciliare, in larga misura, sono stati affidati al cosiddetto professionista. Questo, a sua volta, ha portato ad un eccesso di sperimentazione, rendendo ancora più difficile riconoscere il Vangelo". O'Connor avrebbe aggiunto: "Fondamentalmente la confusione e la diversità nei materiali catechetici hanno lasciato un'intera generazione in uno stato di ambiguità. Alcuni vescovi sono randellati nella conformità e alcuni vescovi sono intimiditi dai direttori dell'educazione religiosa che fanno in modo che i sentimenti di inadeguatezza dei vescovi si accentuino". In risposta, monsignor Lucker dichiarò: "Se quello che dicono i due cardinali è vero, allora non c'è un rinnovamento catechetico e dobbiamo tornare indietro agli anni '50". L'anno seguente, criticò nuovamente il cardinale Ratzinger dopo che il Vaticano aveva annunciato che avrebbe dato ai vescovi del mondo cinque mesi per esprimere preoccupazioni sulla sua stesura di un catechismo universale per gli adulti. Monsignor Lucker disse: "Un libro di testo non è il centro e il focus della catechesi".
Espresse inoltre il suo sostegno al controllo delle nascite e al sacerdozio femminile. Sul particolare problema dell'ordinazione delle donne, una volta osservò: "Fondamentalmente, l'argomento della Chiesa contro l'ordinazione delle donne - che è stato insegnato per almeno 800 anni - è che le donne sono inferiori. Ma non crediamo che le donne siano inferiori, c'è una mancanza di argomentazione sull'insegnamento e l'argomentazione è debole". Si è anche opposto al celibato ecclesiastico, sostenendo che l'ordinazione di uomini sposati può contribuire ad alleviare la carenza mondiale di sacerdoti.
Monsignor Lucker fu anche un severo critico delle burocrazie vaticane. Una volta disse: "Sono convinto che il più grande ostacolo al rinnovamento della Chiesa sia la Curia romana". Una volta pose sotto interdetto una delle sue parrocchie fino a quando ogni parrocchiano non avesse ricevuto una consulenza psicologica dopo che la comunità si oppose a una suora, che era formata alla spiritualità New Age, che decise di sostituire un crocifisso nel santuario della chiesa con un "cuscino cosmico".
Monsignor Lucker fu come moderatore episcopale di Pax Christi, fu membro della Catholic Theological Society of America. In seno alla Conferenza statunitense dei vescovi cattolici fu membro delle commissioni amministrativa, sull'America latina, per l'evangelizzazione, per il diaconato, per i laici, per la catechesi e per il rinnovamento carismatico.
Il 17 novembre 2000 papa Giovanni Paolo II accettò la sua rinuncia al governo pastorale della diocesi per motivi di salute. Poco prima gli era stato diagnosticato un melanoma maligno.
Morì nell'Our Lady of Good Counsel Home di Saint Paul il 19 settembre 2001 all'età di 74 anni. È sepolto cimitero cattolico di New Ulm, accanto a monsignor Alphonse James Schladweiler, suo predecessore.

## Genealogia episcopale
La genealogia episcopale è:
- Cardinale Scipione Rebiba
- Cardinale Giulio Antonio Santori
- Cardinale Girolamo Bernerio, O.P.
- Arcivescovo Galeazzo Sanvitale
- Cardinale Ludovico Ludovisi
- Cardinale Luigi Caetani
- Cardinale Ulderico Carpegna
- Cardinale Paluzzo Paluzzi Altieri degli Albertoni
- Papa Benedetto XIII
- Papa Benedetto XIV
- Cardinale Enrico Enriquez
- Arcivescovo Manuel Quintano Bonifaz
- Cardinale Buenaventura Córdoba Espinosa de la Cerda
- Cardinale Giuseppe Maria Doria Pamphilj
- Papa Pio VIII
- Papa Pio IX
- Cardinale Alessandro Franchi
- Cardinale Giovanni Simeoni
- Cardinale Antonio Agliardi
- Cardinale Basilio Pompilj
- Cardinale Adeodato Piazza, O.C.D.
- Cardinale Luigi Raimondi
- Vescovo Raymond Alphonse Lucker